# Neuhof (Bergheim)
Neuhof ist eine Wüstung auf dem Gebiet der Gemeinde Hohenfels im oberpfälzischen Landkreis Neumarkt in der Oberpfalz in Bayern. Sie liegt im Truppenübungsplatz Hohenfels.

## Geschichte
Neuhof war ein Ort der 1944 aufgelösten Gemeinde Bergheim, die dem Heeresgutsbezirk Hohenfels zugeteilt wurde. Die Einöde bestand 1925 aus einem Wohngebäude und hatte neun Einwohner. 1950 kam Neuhof zur Gemeinde Nainhof-Hohenfels und hatte ein Wohngebäude und elf Einwohner.